# Szigetközi Zsigmond
Szigetközi Zsigmond, Szigetközy Zsiga, Horváth (Győr, 1838 körül – Pest, 1873. február 15.) színész, rendező, jeles pedáns-komikus.

## Életútja
Szinipályára lépett 1856-ban, győri tartózkodása alatt, ahol kispap volt. 1857 nyarán Komáromban működött, Kétszery Józsefnél. Jónevű vidéki színész volt, eleinte bonviván-, szerelmes-, jellemszínész-, pedáns komikus szerepeket játszott, később áttért a drámai szerepkörre. Az 1860-as évek közepén Balogh Alajosnál megpróbálkozott a művezetéssel. 1866-ban Szegeden szerepelt. Egykorú társai (így Kőmíves Imre elbeszélése szerint), mint kitűnő maszkírozót említik, ami nála könnyű volt, mert a festészethez is értett. 1869-től rendezéssel is foglalkozott. 1872-ben részt vett az első színészkongresszuson, ahol a kormányzótanács vidéket képviselő tagjává választották. Utoljára Bokody Antal társulatának tagja volt, Székesfehérvárott. Meghalt 1873. február 15-én, Pesten, a Rókusban. Felesége, Hetényi Antónia színésznő volt.

## Működési adatai
1857: Kétszery József; 1859: Kőszeghy–Balogh; 1860: Szigeti Imre; 1861: Szuper Károly; 1864: Balogh; 1865–66: Bényei István–Laczkó Gergely; 1866–70: Kocsisovszky Jusztin; 1870–73: Bokody Antal.